# Columnea sericeo-villosa
Columnea sericeo-villosa är en tvåhjärtbladig växtart som beskrevs av Karl Suessenguth. Columnea sericeo-villosa ingår i släktet Columnea och familjen Gesneriaceae. Inga underarter finns listade i Catalogue of Life.